# Jörg Rehbaum
Jörg Rehbaum (* 4. September 1969) ist ein deutscher Kommunalpolitiker (SPD) und seit 2021 Beigeordneter für Stadtentwicklung, Bau und Verkehr der Landeshauptstadt Magdeburg.

## Leben
Von 1986 bis 1989 war Jörg Rehbaum Facharbeiter für Pflanzenproduktion und absolvierte von 1990 bis 1995 ein Studium zum Diplom-Agraringenieur (FH) mit der Spezialisierungsrichtung „Landentwicklung/Bodenordnung“. Neben dem Studium arbeitete er ab 1994 als Sachbearbeiter Stadtplanungsamt der Landeshauptstadt Magdeburg, von bis 2008 als Sachgebietsleiter und stellvertretender Abteilungsleiter. Im Mai 2008 wurde er Leiter des Stadt-Umland-Verbandes Magdeburg. 2009 erwarb er den Abschluss als Master of Science in „urban management“.
Jörg Rehbaum ist verheiratet und hat eine Tochter.

## Funktionen
Am 31. Januar 2010 wurde Rehbaum in der Stichwahl mit 54,71 % der abgegebenen Stimmen zum Bürgermeister von Burg gewählt. Am 6. November 2016 gewann er die Wiederwahl mit 82 % der abgegebenen Stimmen. Das Amt übte er bis zum 30. April 2021 aus und wechselte am 1. Mai 2021 zurück nach Magdeburg. Der Magdeburger Stadtrat wählte ihn am 21. Januar 2021 zum Nachfolger des Baubeigeordneten Dieter Scheidemann, der in den Ruhestand ging.